# Hey Jude (álbum de The Beatles)
Hey Jude (intitulado originalmente como The Beatles Again) é uma coletânea musical que reúne singles e lados B não lançados nos álbuns de estúdio da banda britânica de rock The Beatles.
Originalmente lançado nos Estados Unidos e em outros mercados, exceto no Reino Unido, apresenta as canções "I Should Have Known Better" e "Can't Buy Me Love", dois singles lançados pela Capitol Records, cuja única aparição anterior em álbuns norte-americanos foi na trilha sonora de A Hard Day's Night, lançada pela United Artists Records. Também estão incluídos ambos os lados do single "Paperback Writer" e "Rain", e três outros singles e lados B que não apareceram nos álbuns do grupo, e que fariam sua estreia na compilação 1967–1970 em países fora da América do Norte.
Sua versão em disco de vinil está fora de catálogo desde o final da década de 1980, embora tenha permanecido disponível em fita cassete durante a década seguinte. O álbum foi lançado em disco compacto pela primeira vez em 2014, como um lançamento individual, e no box set que reunia os álbuns dos Beatles lançados nos Estados Unidos, The US Albums(en). O seu título é uma homenagem à canção homônima da banda, que aparece como a sétima faixa desta compilação.

## História
| Críticas profissionais            | Críticas profissionais |
| Avaliações da crítica             | Avaliações da crítica  |
| Fonte                             | Avaliação              |
| --------------------------------- | ---------------------- |
| AllMusic                          | [ 1 ]                  |
| Christgau's Record Guide          | A                      |
| The Encyclopedia of Popular Music | [ 3 ]                  |
| The Rolling Stone Record Guide    | [ 4 ]                  |

O álbum Hey Jude foi concebido por Allen Klein e a Apple Records. Klein negociou um contrato mais lucrativo para os Beatles com a Capitol Records em 1969, que exigia um álbum de compilação por ano. Ele orientou Allan Steckler, da ABKCO/Apple, a trabalhar neste. Steckler escolheu canções que não haviam aparecido nos álbuns da Capitol nos Estados Unidos, e que abrangeriam toda a carreira do grupo. Ele também se concentrou mais em singles recentes do que em materiais antigos. A ausência de faixas de um álbum da Capitol Records nos Estados Unidos se deveu, em parte, à relutância da EMI, gravadora do grupo, em incluir lançamentos de singles em seus álbuns contemporâneos. Isso foi consequência do acordo com a produtora United Artists em 1964, e do hábito da Capitol Records de recompilar os lançamentos britânicos dos Beatles para os mercados locais até 1967. Steckler optou por não incluir a versão original do single de "Love Me Do", lançada pelo selo Parlophone; "A Hard Day's Night", que havia sido editada como single pela Capitol e estava disponível na trilha sonora da United Artists; "I'm Down", que era o lado B do single de "Help!"; e "The Inner Light", o lado B de "Lady Madonna". Ele também ignorou "From Me to You", "Misery" e "There's a Place", que foram lançadas pela primeira vez nos EUA pela Vee Jay Records, mas ainda não haviam sido lançadas em um álbum da Capitol. "Sie Liebt Dich", uma versão em alemão de "She Loves You", e a versão do single de "Get Back" também foram ignoradas.
Steckler e a Apple ficaram decepcionados com os cronogramas de lançamento da Capitol Records e decidiram promover o novo álbum eles mesmos. Steckler também levou as fitas para o engenheiro de som Sam Feldman, no Bell Sound Studios em Nova Iorque, para masterização, em vez de entregá-las à gravadora. Ele faria isso em vários lançamentos posteriores.
Originalmente, o álbum seria chamado The Beatles Again. Pouco antes do lançamento do disco, no entanto, o título foi alterado para Hey Jude, a fim de promover a inclusão da canção mais vendida da banda, que abre o segundo lado. A mudança de título ocorreu depois que os selos dos discos foram impressos, e um número incontável de cópias do LP foi vendido em selos com o título original. Isso também se aplicava às cópias em cassete do álbum, que mantinham o título original. Nem a frente nem a parte de trás da capa do álbum exibiam o título do disco (ou o nome da banda), mas a maioria das cópias era vendida em uma capa cuja lombada dizia Hey Jude. Na tentativa de esclarecer qualquer confusão causada pelos rótulos pré-impressos, as cópias iniciais do álbum exibiam um adesivo na capa com o título Hey Jude.
Klein autorizou o lançamento do álbum como uma forma de amortecer as vendas durante a pós-produção do álbum Let It Be. Em 2007, o executivo da Apple Corps, Neil Aspinall, afirmou que a contracapa deveria ser a capa frontal e vice-versa, mas que Klein as havia invertido por engano. No entanto, sabe-se da existência de pelo menos três protótipos de capa, sendo que o primeiro deles mostrava as fotos "invertidas": o diretor de arte John Kosh aparentemente decidiu que a foto que agora aparece na capa frontal era mais adequada para esse propósito. As fotos da capa e da contracapa foram tiradas na última sessão de fotos dos Beatles, em 22 de agosto de 1969, na casa de John Lennon, em Tittenhurst Park, por Ethan Russell.

## Lançamento
A compilação foi lançada em muitos países, incluindo Estados Unidos, Canadá, Austrália, Espanha, Alemanha, França, Grécia, Japão, México, Venezuela e na maior parte da América do Sul. Ele também estava disponível para outros países como uma "exportação" da Grã-Bretanha (Parlophone/Apple CPCS-106), mas não foi emitido inicialmente na Grã-Bretanha, embora fosse uma importação popular para o Reino Unido. Vários outros países adotaram o título original The Beatles Again. Destas, a edição espanhola omitiu "The Ballad of John and Yoko", pois a canção foi considerada ofensiva.
Devido à sua popularidade mundial, a EMI lançou Hey Jude na Grã-Bretanha pelo selo Parlophone em 11 de maio de 1979. Até o lançamento da coletânea 1967–1970, em 1973, Hey Jude era a única maneira de ter o single "Hey Jude" em LP, ou em uma mixagem estereofônica. As faixas "Rain", "Lady Madonna" e "Revolution" também foram mixadas pela primeira vez em estéreo especificamente para este álbum. Antes do lançamento do single "Get Back", na primavera de 1969, todos os singles dos Beatles eram lançados no formato monofônico nos Estados Unidos.
Nos lançamentos em reel-to-reel e fita cassete, os lados um e dois são invertidos. Embora esteja claro na versão em vinil que "Hey Jude" abre o lado dois, ao compilar esta edição para fita de áudio, alguns compiladores (na Capitol e na Ampex) pensaram em fazer a mudança, o que resultou em "Hey Jude" abrindo o álbum. Isso foi feito porque o segundo lado era o mais longo, e era prática em alguns formatos de fita iniciar o álbum com o lado mais longo para evitar um grande intervalo no "meio" da fita. O cartucho de fita em four-track, preparado pela Ampex junto com a fita reel-to-reel, tem as faixas na ordem cronológica original. A fita em eight-track recebeu a reordenação usual que as fitas desse modelo recebiam.
A época do disco compacto viu a padronização das discografias dos Beatles em todo o mundo, e por muitos anos a coletânea Hey Jude não estava disponível nesse formato. Embora não seja mais impresso em LP, o álbum Hey Jude ainda estava disponível em fita cassete até a década de 1990. Em janeiro de 2014, Hey Jude foi lançado em CD individualmente, e em um box set de compilação dos álbuns norte-americanos dos Beatles, intitulado The US Albums(en).

## Lista de faixas
Todas as faixas escritas e compostas por Lennon–McCartney, exceto onde indicado. 
| Lado um        |                                                                                         |                |         |  |
| N.º            | Título                                                                                  | Solista        | Duração |  |
| 1.             | "Can't Buy Me Love" (single, 1964; posteriormente incluída em A Hard Day's Night, 1964) | McCartney      | 2:19    |  |
| 2.             | "I Should Have Known Better" (de A Hard Day's Night, 1964; como lado B, 1964)           | Lennon         | 2:44    |  |
| 3.             | "Paperback Writer" (single não-álbum, 1966)                                             | McCartney      | 2:19    |  |
| 4.             | "Rain" (single não-álbum, 1966)                                                         | Lennon         | 3:02    |  |
| 5.             | "Lady Madonna" (single não-álbum, 1968)                                                 | McCartney      | 2:19    |  |
| 6.             | "Revolution" (lado B, 1968)                                                             | Lennon         | 3:25    |  |
| Duração total: | Duração total:                                                                          | Duração total: | 16:08   |  |

| Lado dois      |                                                        |                |         |  |
| N.º            | Título                                                 | Solista        | Duração |  |
| 7.             | "Hey Jude" (single não-álbum, 1968)                    | McCartney      | 7:10    |  |
| 8.             | "Old Brown Shoe" (George Harrison; lado B, 1969)       | Harrison       | 3:21    |  |
| 9.             | "Don't Let Me Down" (Lado B, 1969)                     | Lennon         | 3:36    |  |
| 10.            | "The Ballad of John and Yoko" (single não-álbum, 1969) | Lennon         | 3:02    |  |
| Duração total: | Duração total:                                         | Duração total: | 17:09   |  |

## Ficha técnica
The Beatles
- John Lennon – vocais principais, vocais de apoio, guitarra base, guitarra solo, harmônica, pandeireta, percussão
- Paul McCartney – vocais principais, vocais de apoio, baixo elétrico, guitarra solo, piano, órgão Hammond, bateria, percussão
- George Harrison – vocais principais, vocais de apoio, guitarra solo, guitarra base, baixo, órgão Hammond, percussão
- Ringo Starr – vocais de apoio, bateria, percussão

Músicos adicionais
- Nicky Hopkins – piano elétrico (6)
- Billy Preston – piano elétrico (9)
- Ronnie Scott – saxofone tenor (5)
- Bill Povey – saxofone tenor (5)
- Harry Klein – saxofone barítono (5)
- Bill Jackman – saxofone barítono (5)